# Alioune Ndour
Pour les articles homonymes, voir Ndour.
Alioune Ndour, né le 21 octobre 1997 à Dakar au Sénégal, est un footballeur sénégalais qui joue au poste d'attaquant au Kristiansund BK, en prêt du SV Zulte Waregem.

## Biographie

### Carrière en club

#### Débuts professionnels en Norvège
Né à Dakar, Alioune Ndour signe son premier contrat professionnel en Norvège au sein du Florø SK, club de deuxième division. Il joue son premier match professionnel le 11 juin 2017 lors d'une défaite 1-0 face au Tromsdalen UIL. Il inscrit son premier but professionnel le 10 juin 2018 lors d'une victoire 2-1 face au Strømmen IF.    
Le 4 mars 2019, il s'engage pour le Sogndal IF, autre club de deuxième division. Il joue son premier match sous ses nouvelles couleurs le 31 mars 2019 lors d'un match nul 1-1 face au Sandnes Ulf. Il marque d'ailleurs lors de ce match son premier but avec son nouveau club. C'est avec Songndal que Ndour se met en lumière puisqu'il marquera 14 buts pour 43 rencontres disputées.    
Le 8 février 2021, en conséquence de ses très bonnes performances, il s'engage au FK Haugesund, club évoluant dans l'élite norvégien. Il joue son premier match le 24 mai 2021, lors d'un match nul 0-0 face au Stabaek Fotball. Ndour brille une nouvelle fois, en inscrivant 16 buts en 48 matchs. Ses performances attirent les convoitises de Vålerenga Fotball.

#### SV Zulte Waregem
Le 6 septembre 2022, il signe au SV Zulte Waregem . Il joue son premier match sous ses nouvelles couleurs cinq jours plus tard lors d'une défaite 2-0 face au KAA Gent comptant pour la huitième journée de Jupiler Pro League.  